# Piazza Mercurio
Piazza Mercurio è una delle piazze storiche di Massa.
La piazza prende il nome dalla statua del dio Mercurio che sovrasta la fontana posta al centro della piazza. 
Numerosi sono gli edifici storici che si affacciano sulla piazza come l'antica chiesa di San Giovanni Decollato e il bel palazzo comunale detto anche Palazzo Bourdillon dal nome della nobile famiglia che lo possedeva anticamente, nonché Palazzo Colombini, attualmente adibito a sede della biblioteca comunale. 
Piazza Mercurio è stata e continua ad essere un luogo molto animato e frequentato.

## Progetto di Piazza Mercurio

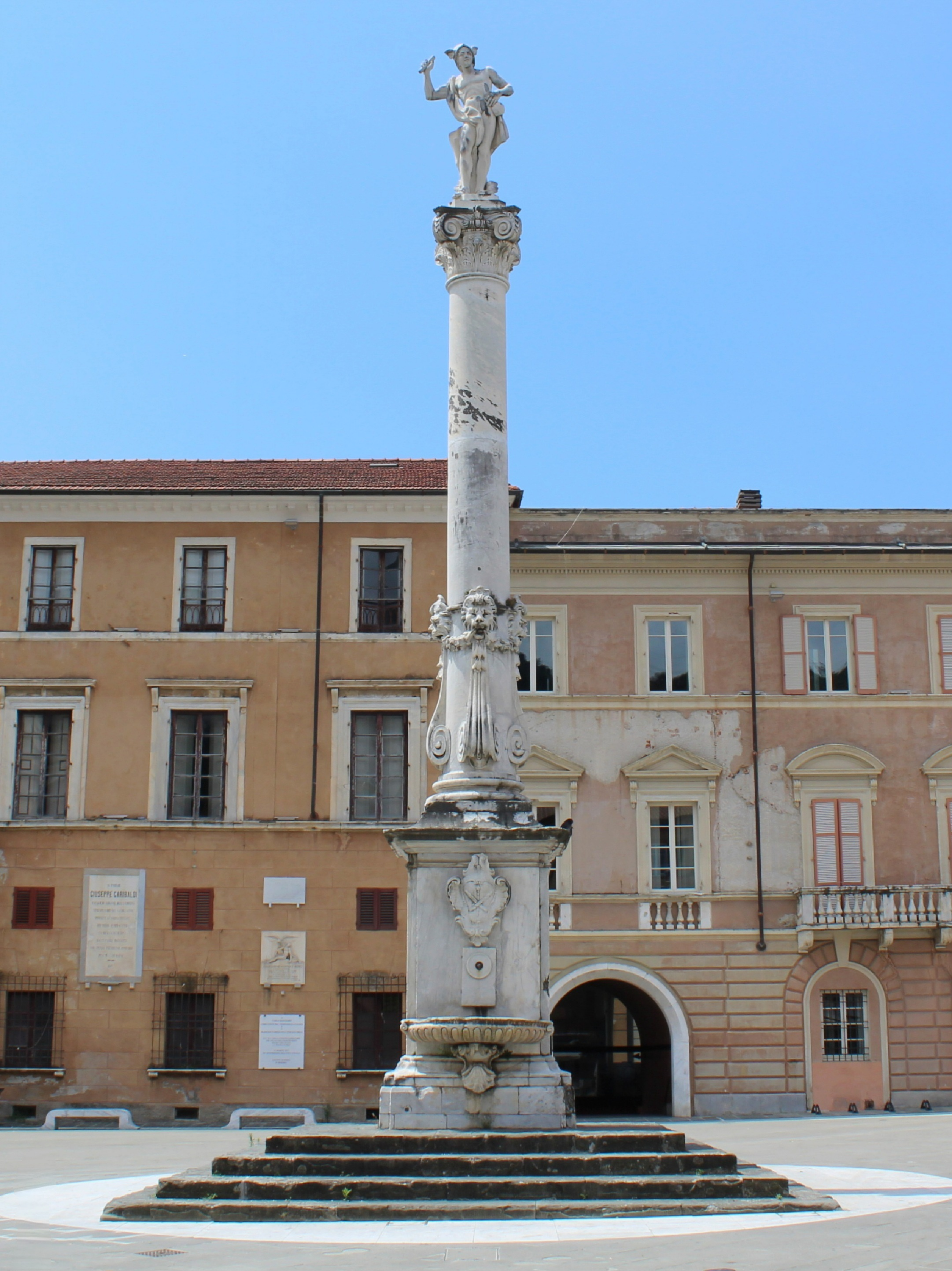
La colonna

All'interno del progetto urbanistico di Alberico I Cybo-Malaspina, la fontana del Mercurio è l'elemento più rappresentativo dell'ideale ermetico. Alberico volle segnare la nuova città, Massa Cybea con un forte simbolo urbanistico che fosse espressione del suo pensiero personale, che Massa conserva ancora oggi. Tra le fontane di Massa, troviamo quindi quella del Mercurio eretta nel 1566, che si trovava in posizione centrale eretta nel luogo dove era collocato un vecchio pozzo, da qui il nome Piazza del Pozzo.Essa era costituita da una grande vasca circolare con spessi bordi, alimentata da due cannelle opposte, sistemate ai lati di una struttura tronco-piramidale a base quadrata, sopra il quale si trovava la statua del dio Mercurio. La statua del Mercurio era di dimensioni colossali, raffigurato con le braccia aperte in un ampio gesto allocutorio. La fontana ha subito numerosi cambiamenti, a partire dal tardo Settecento, che hanno mutato completamente l'impostazione albericiana. A causa di un terremoto, dal 1770 vennero apportate nuove modifiche alla fontana, sopra di essa fu innalzata una colonna in marmo che crollò, così l'anno dopo ne portarono un'altra da Carrara sormontata dalla statua della divinità.La Piazza che prende il nome dalla divinità della fontana, dio degli scambi e dei commerci, divenne un luogo di incontro tra la città vecchia e quella nuova, difatti la Piazza era dedicata al commercio e come quelle rinascimentali, era racchiusa da palazzi signorili e adornata da una fontana con posizione centrale.